# (55678) Ламп
(55678) Ламп (лат. Lampos, др.-греч. λάμπως) — троянский астероид Юпитера, двигающийся в точке Лагранжа L5, в 60° позади планеты. Астероид был открыт 26 марта 1971 года голландскими астрономами К. Й. ван Хаутеном, И. ван Хаутен-Груневельд и Томом Герельсом в Паломарской обсерватории и назван в честь одного из членов троянского сената.

Орбита астероида Ламп и его положение в Солнечной системе